# آلن فاستر
آلن فاستر (انگلیسی: Allen Foster؛ 1887 – 8 august ۱۹۱۶ (۲۸−۲۹ سال)) بازیکن فوتبال اهل پادشاهی متحد بریتانیای کبیر و ایرلند بود.
از باشگاه‌هایی که در آن بازی کرده‌است می‌توان به باشگاه فوتبال بریستول سیتی و باشگاه فوتبال ردینگ اشاره کرد.